# Adam's Apple
Adam's Apple je sedmi studijski album jazzovskega saksofonista Waynea Shorterja, ki je izšel leta 1967. Album vsebuje prvi posnetek Shorterjeve kompozicije »Footprints«, ki jo je kasneje posnel Miles Davis Quintet in je izšla na albumu Miles Smiles. CD izdaja vsebuje dodatno skladbo »The Collector«, ki jo je napisal Herbie Hancock. »Adam's Apple« je bila posneta 3. februarja, preostale pa 4. februarja 1966.

## Sprejem
Recenzija portala AllMusic, ki jo je napisala Stacia Proefrock, pravi: »Album resnično uvršča najboljše rezultate iz tega neverjetno plodnega obdobja. Od prvega trenutka, ko nastopi Shorterjev saksofon v začetni skladbi, s toplino, okroglostjo in močjo, je težko sovražiti ta album. Morda ni tako oster kot nekatera njegova prejšnja dela, kot na primer Speak No Evil, vendar pa njegov učinek omahne le zaradi dejstva, da je Shorter že dosegel vrh svoje moči. V izolaciji je to eden boljši albumov jazza 60. let, ampak ko pa je Shorter že dosegel unikaten stil, kompozicijsko odličnost in popolno ravnovesje s člani zasedbe, je težko biti navdušen nad dejstvom, da počne te stvari pri vsakem albumu. Vendar Shorter tukaj sije in hkrati omogoča močnim instrumentalnistom, kot je Herbie Hancock, da imajo svoj prostor pod soncem.«

## Seznam skladb
Avtor vseh skladb je Wayne Shorter, razen kjer je posebej označeno.
| Št. | Naslov                                            | Dolžina |
| --- | ------------------------------------------------- | ------- |
| 1.  | „Adam's Apple‟                                    | 6:49    |
| 2.  | „502 Blues (Drinkin' and Drivin')‟ (Jimmy Rowles) | 6:34    |
| 3.  | „El Gaucho‟                                       | 6:30    |
| 4.  | „Footprints‟                                      | 7:29    |
| 5.  | „Teru‟                                            | 6:12    |
| 6.  | „Chief Crazy Horse‟                               | 7:34    |

| Dodatna skladba na CD izdaji | Dodatna skladba na CD izdaji     | Dodatna skladba na CD izdaji |
| Št.                          | Naslov                           | Dolžina                      |
| ---------------------------- | -------------------------------- | ---------------------------- |
| 7.                           | „The Collector‟ (Herbie Hancock) | 6:54                         |

## Zasedba
- Wayne Shorter – tenorski saksofon
- Herbie Hancock – klavir
- Reggie Workman – bas
- Joe Chambers – bobni